# エリオット・イングバー
エリオット・イングバー (Elliot Ingber、1941年8月24日 - 2025年1月21日) は、アメリカ合衆国のギタリストである。フランク・ザッパが率いたザ・マザーズ・オブ・インヴェンションやドン・ヴァン・ヴリートが率いたキャプテン・ビーフハート・アンド・ザ・マジック・バンドで活動した。

## 経歴
ミネソタ州ミネアポリス出身。カリフォルニア州ロサンゼルスで育つ。1959年、サーフ・ミュージックのザ・ギャンブラーズ（The Gamblers）に参加。メンバーには、後にキャンド・ヒートに加入したラリー・テイラー（ベース・ギター）やザ・ビーチ・ボーイズに加入したブルース・ジョンストン（キーボード）がいた。
1966年2月、ザッパが率いるザ・マザーズ（The Mothers）に加入。彼等は3月にMGMレコードの子会社であるヴァーヴ・レコードと契約を結んでデビュー・アルバム『フリーク・アウト!』を制作し、ザ・マザーズ・オブ・インヴェンション（The Mothers of Invention）の名義で同年6月に発表。イングバーは、アルバムの発売に伴ったツアーの直後の7月に解雇された。
ローレンス・"スタッシュ"・ワグナー（ボーカル）、リーダーのローウェル・ジョージが脱退して空中分解したザ・ファクトリーのリッチー・ヘイワード（ドラムス）らとザ・フラタニティ・オブ・マン（Fraternity of Man）を結成。1968年に発表したデビュー・アルバムから'Don't Bogart Me'が映画『イージー・ライダー』で使用され、唯一のスマッシュ・ヒットとなった。1969年には2作目のアルバムを発表した。
1971年にキャプテン・ビーフハート・アンド・ザ・マジック・バンド（Captain Beefheart and The Magic Band）に加入し、ヴァン・ヴリートから与えられた「ウィングド・イール・フィンガーリング」（Winged Eel Fingering、翼の生えたウナギのような指使いの意）なるステージ名で活動した。キャプテン・ビーフハート名義のアルバム『スポットライト・キッド』の制作と、1972年1月から始まったツアーに参加した。一旦脱退したあと1974年ごろ復帰して、同年、弟のアイラ・イングバー（ベース・ギター）と共にアルバム『ブルージーンズ・アンド・ムーンビームズ』の制作に参加したが、プロデューサーが彼の演奏をヴァン・ヴリートに無断で抜き取ってしまい、彼を参加者に加えなかった。翌1975年に再結成されたキャプテン・ビーフハート・アンド・ザ・マジック・バンドのメンバーとして、7月の第2回ネブワース・フェスティバルに出演したほか、10月下旬からのヨーロッパ・ツアーに参加した。
その後、リトル・フィートのいくつかの作品に客演。リトル・フィートは、ザ・ファクトリーから脱退したローウェル・ジョージが、ザ・マザーズ・オブ・インヴェンションへ参加した後に、ロイ・エストラーダ（ベース・ギター）、元ザ・ファクトリーでザ・フラタニティ・オブ・マンで活動したヘイワードらと結成したバンドであった。
1978年、「マーキュリー・フライヤー」（Mercury Flyer）の名前で、ゲイリー・マーカー（ベース・ギター）、マーズ・ボンファイヤー（ギター）らとジューシー・グルーヴ（Juicy Groove）を結成し、アルバムFirst Tasteを発表。
1995年、ワグナーとともにザ・フラタニティ・オブ・マンを再結成し、マリブ・レコード・レーベルから3枚目のアルバム『X』をリリースした。2001年には、30年以上にわたるキャリアの中で録音された音源を集大成した初のソロ・アルバム『ザ・ザ・ザ・ザ』を日本のレーベルからリリースした。
2025年1月21日、死去。享年83歳。

## ディスコグラフィ

### ソロ・アルバム
- 『ザ・ザ・ザ・ザ』 - The The The The (2001年、Dreamsville)

### 参加アルバム
- マザーズ・オブ・インヴェンション : 『フリーク・アウト!』 - Freak Out! (1966年)
- フラタニティ・オブ・マン : 『ザ・フラタニティ・オブ・マン』 - The Fraternity of Man (1968年)
- Michele : Saturn Rings (1969年)
- フラタニティ・オブ・マン : 『ゲット・イット・オン!』 - Get it On! (1969年)
- キャンド・ヒート : 『ハレルヤ』 - Hallelujah (1969年)
- マザーズ・オブ・インヴェンション : 『マザーマニア』 - Mothermania (1969年)
- シェイキー・ジェイク・ハリス : The Devil's Harmonica (1972年)[12]
- キャプテン・ビーフハート : 『スポットライト・キッド』 - The Spotlight Kid (1972年)
- リトル・フィート : 『ウェイティング・フォー・コロンブス』 - Waiting for Columbus (1978年)
- ジューシー・グルーヴ : First Taste (1978年)
- ザ・グランドマザーズ : Grandmothers (1981年)
- リトル・フィート : 『軌跡』 - Hoy-hoy! (1981年)
- ザ・グランドマザーズ : Lookin' Up Granny's Dress (1982年)
- ザ・グランドマザーズ : Fan Club Talk (1983年)
- フランク・ザッパ : 『オン・ステージ Vol. 5』 - You Can't Do That On Stage Anymore vol.5 (1992年)
- ローウェル・ジョージ&ザ・ファクトリー : 『アーリィ・イヤーズ』 - Lightning-Rod Man (1993年)
- ザ・グランドマザーズ : A Mother of an Anthology (1993年)
- フラタニティ・オブ・マン : X (1995年)
- Various Artists : Cowabunga! The Surf Box (1996年)
- フランク・ザッパ : 『ロスト・エピソード』 - The Lost Episodes (1996年)
- フランク・ザッパ : 『ミステリー・ディスク』 - Mystery Disc (1998年)
- キャプテン・ビーフハート・アンド・ヒズ・マジック・バンド :『グロウ・フィンズ:レアリティーズ 1965–1982』 – Grow Fins: Rarities 1965–1982 (1999年)
- キャプテン・ビーフハート・アンド・ザ・マジック・バンド :『ザ・ダスト・ブロウズ・フォワード（アン・アンソロジー）』 – The Dust Blows Forward (An Anthology)  (1999年)
- リトル・フィート : 『30 イヤー・ボックス!』 - Hotcakes & Outtakes: 30 Years of Little Feat (2000年)
- フランク・ザッパ : The MOFO Project/Object (2006年) ※2cd
- フランク・ザッパ : The MOFO Project/Object (2006年) ※4cd
- キャプテン・ビーフハート・アンド・ザ・マジック・バンド :『サン・ズーム・スパーク:1970・トゥ・1972』 – Sun Zoom Spark: 1970 To 1972 (2014年)

### 参加シングル
- The Moondogs : "Moondog" (195?年)
- The Moondogs : "Mooncat" (195?年)
- The Gamblers : "Moon Dawg!" (1960年)[13]